# سيد عبد الخالق
سيد عبد الخالق واسمه سيد أحمد إبراهيم عبد الخالق  (أبريل 1941)،  هو مخرج تلفزيونى مصري. تخرج من معهد السينما  قسم إخراج وقد اثار الجدل مشروع تخرجه في سنتها حيث حمل فكره جريئه عن انتشار الصور الخليعة وتاثيرها السلبى على الشباب وقد كتبت جريده أخبار اليوم عن هذا المشروع.
من أشهر أعماله:
- مسلسل عدل الله  بطولة عبد الله غيث عام 1978 وقد حصد الجائزة الفضيه للمخرجين العرب
- ومسلسل أبناء الإسلام